# Richmond Fontaine
Richmond Fontaine è stata una band di rock e alternative country, originaria di Portland, Oregon.
Sono stati attivi dal 1994 al 2016. Hanno pubblicato undici album, quattro album dal vivo e due EP.

## Storia
Willy Vlautin nasce a Reno nel 1967, trascorre la propria adolescenza ascoltando Husker Du, Replacements, Blasters e leggendo Raymond Carver e Flannery O'Connor. Nel 1994 decide di trasferirsi a Portland, dove incontra il bassista Dave Harding con cui condivide gli stessi gusti musicali. Insieme fondano i Richmond Fontaine il cui nome prende spunto da un'avventura vissuta da Harding durante un viaggio in Messico. Con Stuart Gaston alla batteria e con Neil Gilpin alla pedal steel, nel 1996 danno alle stampe il loro disco d'esordio Safety, caratterizzato da un country-punk aspro e a bassa fedeltà.

## Formazione
- Willy Vlautin: voce, chitarre
- Freddy Trujillo: basso, voce
- Sean Oldham: batteria, percussioni, voce
- Dan Eccles: chitarra solista

### Altri componenti
- Dave Harding: basso,chitarra, voce
- Paul Brainard: pedal steel guitar, piano, chitarre, tromba, voce
- Joe Davis: batteria
- Stuart Gaston: batteria
- Matt Gilley: batteria (dal vivo nel 1997)

## Discografia

### Album in studio
- Safety (1996)
- Miles From (1997)
- Lost Son (1999)
- Winnemucca (2002)
- Post to Wire (2004)
- The Fitzgerald (2005)
- Obliteration by Time (2006)
- Thirteen Cities (2007)
- We Used to Think the Freeway Sounded Like a River (2009)
- The High Country (2011) (classifica UK: No. 115)[13]
- You Can't Go Back If There's Nothing To Go Back To (2016) (classifica UK: No. 65) (classifica country UK: No.1)
- Don't Skip Out On Me (2018) - colonna sonora strumentale del libro di Willy Vlautin con lo stesso titolo. (2018)